# Jason Dasey
Jason Dasey é um apresentador de TV e rádio australiano, jornalista, mestre de cerimônias e executivo de mídia. Ele trabalha para empresas australianas e internacionais, incluindo ABC News, Nine Radio, APAC Network e Money FM de Cingapura. Ele é mais conhecido por ser o primeiro apresentador esportivo australiano na CNN International e BBC World News e o âncora original do SportsCenter Asia e SportsCenter India (edição em inglês) da ESPN.

## Hospedagem de rádio
Depois de deixar a ESPN, Dasey se tornou apresentadora do programa de entrevistas Weekend Mornings para a recém-lançada estação de rádio de Cingapura, Money FM 89.3, entre 2018 e 2020, enquanto continuava viajando para a Índia para trabalhar como apresentadora de esportes na TV. Depois de retornar para a Austrália, ele começou a trabalhar como apresentador eventual do 4BC na Nine Radio em 2021, substituindo Spencer Howson nos fins de semana antes de apresentar o 4BC Summer Drive em 2022-23 e 2023-24. Jason também apareceu como apresentador e comentarista na ABC Local Radio, incluindo o programa matinal da ABC New England North West em abril de 2023. Ele também faz parte da equipe de apresentação de TV da rede APAC, lançada em 2022, com um programa de TV semanal no Special Broadcasting Service.
Em junho de 2022, Dasey foi nomeado um dos 121 australianos proeminentes sancionados pela Rússia devido às suas reportagens para a ABC News (Austrália) sobre a invasão da Ucrânia.

## Funções de transmissão
- Money FM 89.3 (Apresentador/Correspondente, Março de 2018 – Presente)[4]